# Castaños
Castaños là một đô thị thuộc bang Coahuila, México. Năm 2005, dân số của đô thị này là 23871 người.